# 到溉
到溉（477年—548年），字茂灌，彭城武原（江苏徐州市）人，南梁文学家。
曾祖父到彦之，官南朝宋骠骑将军。祖父到仲度。父到坦，官南朝齐中书郎。到溉少時孤贫，与弟到洽皆有才学，起家齊王國左常侍。任昉很欣賞這兩兄弟，時人比之“二陸”。历任通直散骑常侍、太府卿、都官尚书、郢州长史、江夏太守、御史中丞、吏部尚书等职。
由於曾祖父到彥之貧賤時曾擔糞自給，到溉被何敬容斥為“尚有餘臭，遂學作貴人”。他常進宮用梁武帝對弈，每次總是通宵達旦。天監七年，任昉卒後，子孫流离寒窘，幾無以自存，未見其生前故友伸援。劉峻乃作《廣絕交論》以譏之，到溉見此《廣絕交論》非常憤怒，抱恨終身。有孙子到荩。

## 延伸阅读
[在维基数据编辑]
 《梁書/卷40》，出自姚思廉《梁書》